# Edmondo De Amicis

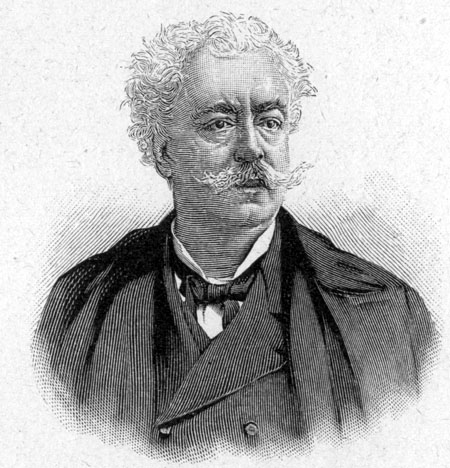
Edmondo de Amicis

Edmondo De Amicis (21. října 1846 Oneglia, Ligurie – 11. března 1908 Bordighera) byl italský spisovatel, novinář, básník a autor dětské literatury. Jeho nejznámější knihou je román Srdce (Cuore).

## Životopis
De Amicis se narodil ve městě Oneglia v provincii Imperia v Ligurském kraji u Janovského zálivu. V roce 1848 se rodina přestěhovala do Cunea. Po gymnazijních studiích v Cuneu navštěvoval přípravnou vojenskou školu v Turínu (1861), později kadetní školu v Modeně (1863–1866), v roce 1865 získal hodnost poručíka a stal se důstojníkem armády Italského království. Bojoval v bitvě u Custozzy (1866) během války o nezávislost.
Ve Florencii redigoval vojenský časopis La vita militare a napsal svá první díla, povídky týkající se frontových zkušeností (Karmela, Originelní ordonance, Letní pochod). Ty jsou sebrány v knize Črty z vojenského života (1868, Bozzetti di vita militare), kterou později přepracoval a vydal pod názvem Vojenský život (1868, La vita militare, česky pod názvem Vojenské povídky). Zde jako dvaadvacetiletý překvapil tím, že napsal čtivý povídkový soubor z vojenského života, který obsahuje jak veselé výjevy, tak dojemné scény a kniha ukazuje autora jako člověka se sklonem k moralizování. V roce 1870 opustil armádu a vstoupil do redakce časopisu La Nazione v Římě. Hodně cestoval a jeho zábavné i popisné dopisovatelské články z té doby sloužily jako základ pro jeho knihy cestopisných črt: Španělsko (Spagna), Holandsko (Olanda), Zápisky z Londýna (Ricordi di Londra), Maroko (Marocco), Cařihrad (Costantinopoli), Zápisky z Paříže (Ricordi di Parigi) a další. Tento žánr byl tehdy v italské literatuře novinkou. Nejnověji byla kniha Costantinopoli vydána v roce 2005 s předmluvou, kterou napsal Umberto Eco.
De Amicisova nejslavnější kniha Srdce byla vydána nakladatelstvím Treves 17. října 1886, což je v Itálii první školní den. Úspěch díla byl obrovský: v několika měsících byla vydána v zemi autora 40krát a byl přeložena do deseti jazyků. (V češtině ho přeložilo 13 spisovatelů.) Předlohou a inspirací pro postavy románu Srdce byli synové Furio a Ugo ve školním věku.
De Amicisovo dílo má hluboce národní náboj a silnou vazbu na sociální cítění (tento trend je zdůrazněn v románu Srdce). V roce 1891 Edmondo de Amicis vstoupil do Italské socialistické strany. V knihách Přátelé (Gli Amici) a Kočár pro všechny (La Carroza di tutti) rozvinul kaleidoskop lidských typů, zejména v druhé knize podává deník celoročního života v tramvaji, neboť tramvaj je ten „kočár pro všechny“, a vystihuje zde postavy ze všech společenských tříd.
V románu Na oceáně (Sull Oceano) se věnuje problému italské emigrace a proti životu majetných cestujících v první třídě staví obraz nemajetných lidí v podpalubí.
Poslední spisovatelovy roky byly poznamenány smrtí jeho matky, spory se ženou a sebevraždou syna Furia, a proto je trávil v odloučení. De Amicis zemřel v přístavním městě Bordighera.

## Dílo

### Próza
- Črty z vojenského života (Bozzetti di vita militare, 1868)
- Vojenské povídky (La vita militare, 1868)
- Novely (Novelle, 1872)
- Přátelé (Gli Amici, 1883)
- Na oceáně (Sull'oceano, 1889)
- Román učitele (Il romanzo di un maestro, 1890)
- Učitelka dělníků (La Maestrina degli operai, 1895)
- Kočár pro všechny (La Carroza di tutti, 1899)

### Básně
- Básně (Poesie, 1880)

### Cestopisné práce
- Španělsko (Spagna, 1873)
- Holandsko (Olanda, 1874)
- Vzpomínky na Londýn (Ricordi di Londra, 1874)
- Maroko (Marocco, 1876)
- Cařihrad (Costantinopoli, 1878)
- Vzpomínky na Paříž (Ricordi di Parigi, 1879)
- U bran Italie (Alle porte d´Italia, 1894)
- V Americe (In America, 1897)
- Tři hlavní města: Turín, Florencie, Řím (Le tre capitali: Torino, Firenze, Roma, 1898)
- Vzpomínky z cesty na Sicílii (Ricordi d'un viaggio in Sicilia, 1908)

### Studie a paměti
- Literární portréty (Ritratti letterari, 1881)
- Student a sociální otázka (Lo Studente e la Questione Sociale, 1897)
- Paměti (Memorie, 1899)
- Vzpomínky na dětství a na školu (Ricordi d'infanzia e di scuola, 1901)
- Ušlechtilý jazyk (L'idioma gentile, 1905),
- Nové literární a umělecké portréty (Nuovi ritratti letterari e artistici, 1908)

### Souborné vydání
- Opere complete, uspořádal: Antonio Baldini, Milano: Garzanti, 1948
- Opere scelte, Milano: Mondadori, 2006, ISBN 88-04-54925-4

### V češtině
- Nejkrásnější den života: náčrtek ze života vojenského – přeložil V. M. Jindřichův Hradec: A. Landfrasa, 1878
- Srdce: kniha pro mládež od Edmonda de Amicis – přeložil Václav Marek. Praha: Václav Neubert, 1889[1]
- Vojenské povídky: 2. sv. – přeložil Václav Hanus: Praha: František Šimáček, 1894
- Student a otázka socialní: řeč Edmonda de Amicis, kterou měl ve spolku italských studentů v Turině –přeložil J. L. Jičín: L. Sehnal, 1897
- Albert – přeložil Václav Hanus. Praha: Jan Otto, 1897[2]
- Na oceáně – s 191 kresbami Arnalda Ferragutiho; přeložili Jaroslav Vrchlický a Václav Hanus. Praha: František Šimáček, 1898[3]
- Srdce: kniha pro mládež – přeložil Antonín Jasura. Praha: Bedřich Kočí, 1906
- Dub a květinka – přeložil Václav Jiřina: Praha: Alois Hynek, 1910[4]
- Román učitele. První díl, Trampoty a milování – přeložila Eliška Řeháková. Praha: Karel Stanislav Sokol, 1910
- Manuel Menendez – in: 1000 nejkrásnějších novel… č. 8, úvod František Sekanina, přeložil Bedřich Frída. Praha: J. R. Vilímek, 1911
- Román učitele. Druhý díl, Dobrodružství a bitky – přeložila Eliška Řeháková. Praha: Karel Stanislav Sokol, 1911
- Ze školy: dvě povídky – přeložil V. R. Praha: Československá sociálně demokratická strana dělnická, 1912
- Srdce: kniha pro mládež – přeložil Václav Marek; se 200 původními dřevoryty vlašských malířů Nardiho, Ferragutiho aj. Praha: V. Neubert, 1913[5]
- Srdce – přeložil Václav Jiřina. Praha: A. Hynek, 1917
- Za matkou: Od Apennin až k Andám: Cesty malého hocha – Praha: Antonín Svěcený, 1918
- Tři povídky – Plzeň: Adolf Pavlíček, 1919
- Srdce: kniha pro mládež – přeložil Karel Cvrk; předmluvu napsal Gabriele Preziosi; s 210 původními vyobrazeními, jež kreslili italští malíři Arnald Ferraguti, G. Nardi a A. G. Sartorio. Praha: V. Neubert, 1928
- Srdce: kniha pro hochy – přeložil František Petrák: Praha: Jan Toužimský, 1928
- Srdce – přeložila Anna Vetterová-Bečvářová; ilustroval František Horník. Praha: A. Hynek, 1930
- Srdce – přeložil Karel Málek; Ilustroval akad. malíř Otakar Číla. Praha: Vojtěch Šeba, 1931
- Srdce: Hra o mládeži a pro mládež o 3 dějstvích – Podle povídky Edmonda de Amicis zpracoval František Cimler. Praha: Alois Neubert, 1933
- Srdce – přeložil Bedřich Frída; s ilustracemi Věnceslava Černého. Praha: J. R. Vilímek, 1934[6]
- Srdce – přeložil Jan Karus; ilustroval Václav Čutta. Plzeň: Jan Kobes, 1934
- Srdce – přeložil Antonín Jursa; ilustroval Oldřich Cihelka. Praha: Edvard Beaufort, 1942
- Srdce – přeložil, studii o Edmondu de Amicis napsal a poznámkami opatřil Benjamin Jedlička. Praha: SNDK, 1958
- Srdce – přeložil Tomáš Uchytil; reprodukce z původních dřevorytů A. Ferragutiho, G. Nardiho a A.G. Sartoria vybral, uspořádal a dílo graficky upravil Václav Kučera. Praha: Český klub, 2006